# (6394) 1990 QM2
(6394) 1990 QM2 es un asteroide perteneciente al cinturón interior de asteroides, región del sistema solar que se encuentra entre las órbitas de Marte y Júpiter.
Fue descubierto el 22 de agosto de 1990 por Henry E. Holt desde el observatorio Palomar.

## Designación y nombre
Designado provisionalmente como 1990 QM2.

## Características orbitales
(6394) 1990 QM2 está situado a una distancia media del Sol de 1,938 ua, pudiendo alejarse hasta 2,119 ua y acercarse hasta 1,758 ua. Su excentricidad es 0,093 y la inclinación orbital 22,818 grados. Emplea 985,74 días en completar una órbita alrededor del Sol.
Pertenece a la familia de asteroides de (434) Hungaria.

## Características físicas
La magnitud absoluta de (6394) 1990 QM2 es 13,91. Tiene 3,230 km de diámetro y su albedo se estima en 0,615.